# Trampled Under Foot
Pistes de Physical Graffiti
Houses of the Holy
(4) Kashmir
(6)
Trampled Under Foot ("Foulé aux pieds" en français) est la cinquième chanson de Physical Graffiti, sixième album du groupe de rock anglais Led Zeppelin sorti en 1975.
La chanson, sortie d'une session de jam, a été écrite par Robert Plant, Jimmy Page et John Paul Jones. Les paroles sont inspirées de la chanson Terraplane Blues écrite en 1936 par le musicien de blues Robert Johnson. Une Terraplane est une voiture américaine ancienne fabriquée de 1932 à 1939. La chanson utilise les différentes parties d'une voiture comme des métaphores au sexe — "pump your gas," "rev all night," etc.
"Trampled Under Foot" est devenue une chanson incontournable des concerts de Led Zeppelin à partir de 1975. Souvent, lorsqu'elle était jouée en concert par le groupe, la chanson s'étendait avec de longs solos de guitare et de clavier et parfois le groupe enchaînait immédiatement sur la chanson "Gallows Pole". Tout comme "No Quarter", "Trampled Under Foot" montra toutes les qualités de Jones au clavier lors des concerts. On peut voir une excellente version de "Trampled Under Foot" en concert au Earls Court Exhibition Centre en 1975 dans le DVD Led Zeppelin DVD, dans laquelle on retrouve un solo étendu de Jones sur un Hohner Clavinet D6.
"Trampled Under Foot" passait souvent à la radio au moment de sa sortie et s'est placée à la 38e place dans le top 100 des charts Billboard. C'était l'une des chansons préférées de Robert Plant. Il la chanta lors de sa tournée Now and Zen de 1988 mais aussi lors du 21e anniversaire de sa fille Carmen avec Jason Bonham à la batterie.
Led Zeppelin ne sortit aucun single de cette chanson au Royaume-Uni jusqu'en 1997 pour la sortie de "Whole Lotta Love" à l'occasion des 28 ans de la chanson. Il y a eu malgré tout quelques exemplaires de "Trampled Under Foot" comme single mais ont tous été enlevés avant leur sortie. Ils sont aujourd'hui considérés comme de véritables objets collector.
"Trampled Under Foot" possède une certaine ressemblance avec la chanson "Superstition" de Stevie Wonder dans laquelle on retrouve également l'utilisation de clavinets.
La chanson a aussi une ressemblance forte avec Renegade (en) de Styx. Les paroles du hit de Styx peuvent même être chantées sur le rythme de "Trampled Under Foot".
Le groupe de rock japonais B'z, grand admirateur de Led Zeppelin, s'est aussi inspiré de cette chanson pour le morceau Bad Communication.

## Classements
| Classement (1975)              | Meilleure position |
| ------------------------------ | ------------------ |
| Australie (Kent Music Report)  | 60                 |
| Canada (Top Singles)           | 41                 |
| États-Unis (Billboard Hot 100) | 38                 |
| États-Unis (Cash Box)          | 28                 |
| États-Unis (Record World)      | 39                 |

## Sources (en anglais)
- Led Zeppelin: Dazed and Confused: The Stories Behind Every Song, par Chris Welch,  (ISBN 1-56025-818-7)
- The Complete Guide to the Music of Led Zeppelin, par Dave Lewis,  (ISBN 0-7119-3528-9)